# Alfred García
Alfred García Castillo (født 14. marts 1997) er en spansk sanger, som repræsenterede Spanien ved Eurovision Song Contest 2018 sammen med Amaia Romero med sangen "Tu Canción". De havnede på en 23. plads i finalen.